# Aeroportul Coari
Aeroportul Coari (IATA: CIZ, ICAO: SWKO) este un aeroport din Coari, Amazonas, Brazilia ce deservește zona Coari. Aeroportul a fost tranzitat în 2022 de 3.863 de pasageri. A fost numit după zona deservită.
Situat la o altitudine de 40 m, aeroportul dispune de 1 pistă.

## Infrastructură

### Piste
Aeroportul dispune de o singură pistă. Pista 10/28 are suprafața de asfalt și dimensiunile 1.600 m × 36 m. 